# محوطه چم کبود ۱
محوطه چم کبود ۱ مربوط به دوره نوسنگی است و در شهرستان ایلام، بخش مرکزی، دهستان میش خاص، روستای میدان واقع شده است. این اثر در تاریخ ۳۰ دی ۱۳۸۵ با شمارهٔ ثبت ۱۶۹۵۹ به عنوان یکی از آثار ملی ایران به ثبت رسیده است.